# Saint-Priest (Creuse)
Saint-Priest – miejscowość i gmina we Francji, w regionie Nowa Akwitania, w departamencie Creuse.
Według danych na rok 1990 gminę zamieszkiwało 230 osób, a gęstość zaludnienia wynosiła 10 osób/km² (wśród 747 gmin Limousin Saint-Priest plasuje się na 408. miejscu pod względem liczby ludności, natomiast pod względem powierzchni na miejscu 282.).